# دايفيد فوستر
دايفيد فوستر (بالإنجليزية: David Foster)‏ (و. 1949 – م) هو ملحن، وكاتب غنائي، وعالم موسيقى، وممثل، ومغني، وعازف لوحة المفاتيح، ومنتج تلفزيوني، ومنتج أسطوانات، ومؤلفو موسيقى تصويرية، من كندا، ولد في فكتوريا ، كولومبيا البريطانية.

## التعليم
تعلم في جامعة جنوب كاليفورنيا.

## جوائز وترشيحات
حصل على جوائز منها:
- جائزة غرامي لأفضل ألبوم بوب صوتي تقليدي، عن عمل: Crazy Love (Michael Bublé album) [الإنجليزية]‏ (2010)
- جائزة غرامي لأفضل ألبوم بوب صوتي تقليدي، عن عمل: Call Me Irresponsible (album) [الإنجليزية]‏ (2007)
- جائزة الإيمي برايم تايم للموسيقى والكلمات الأصيلة المبهرة [الإنجليزية]‏ (2003)
- عضوية قاعة مشاهير الموسيقى الكندية [الإنجليزية]‏ (1998)
- جائزة غرامي لألبوم السنة، عن عمل: Falling into You [الإنجليزية]‏ (1996)
- جائزة جرامي لأفضل ترتيب وآلات وغناء [الإنجليزية]‏ (1996)
- جائزة غرامي لتسجيل العام (1993)
- جائزة غرامي لألبوم السنة، عن عمل: الحارس الشخصي (1993)
- جائزة جرامي لأفضل ترتيب وآلات وغناء [الإنجليزية]‏ (1993)
- Grammy Award for Producer of the Year, Non-Classical [الإنجليزية]‏ (1993)
- جائزة غرامي لتسجيل العام (1991)
- Grammy Award for Producer of the Year, Non-Classical [الإنجليزية]‏ (1991)
- جائزة غرامي لألبوم السنة، عن عمل: Unforgettable... with Love [الإنجليزية]‏ (1991)
- جائزة جونو لأفضل ألبوم موسيقي في السنة [الإنجليزية]‏ (1989)
- جائزة جونو لأفضل ألبوم موسيقي في السنة [الإنجليزية]‏ (1987)
- جائزة جونو لأفضل ألبوم موسيقي في السنة [الإنجليزية]‏ (1986)
- جائزة جاك ريتشاردسون لمنتج السنة [الإنجليزية]‏، عن عمل: St. Elmo's Fire (film) [الإنجليزية]‏ (1986)
- جائزة جرامي لأفضل ترتيب وآلات وغناء [الإنجليزية]‏، عن عمل: Somewhere (song) [الإنجليزية]‏ (1986)
- جائزة جاك ريتشاردسون لمنتج السنة [الإنجليزية]‏، عن عمل: Chicago 17 [الإنجليزية]‏ (1985)
- Grammy Award for Producer of the Year, Non-Classical [الإنجليزية]‏ (1984)
- جائزة جرامي لأفضل ترتيب وآلات وغناء [الإنجليزية]‏ (1984)
- Grammy Award for Best Musical Theater Album [الإنجليزية]‏، عن عمل: Dreamgirls [الإنجليزية]‏ (1982)
- جائزة غرامي لأفضل أغنية R&B، عن عمل: After the Love Has Gone [الإنجليزية]‏ (1979)
- ضابط وسام كندا.

ترشح لـ:
- جائزة جرامي اللاتينية لألبوم العام [الإنجليزية]‏، عن عمل: Natalie Cole en Español [الإنجليزية]‏ (2013)
- جائزة جاك ريتشاردسون لمنتج السنة [الإنجليزية]‏ (2012)
- جائزة جاك ريتشاردسون لمنتج السنة [الإنجليزية]‏ (2011)
- جائزة غرامي لأفضل ألبوم بوب صوتي تقليدي، عن عمل: Crazy Love (Michael Bublé album) [الإنجليزية]‏ (2010)
- جائزة جاك ريتشاردسون لمنتج السنة [الإنجليزية]‏ (2010)
- جائزة جاك ريتشاردسون لمنتج السنة [الإنجليزية]‏ (2009)
- جائزة غرامي لأفضل ألبوم بوب صوتي تقليدي، عن عمل: Call Me Irresponsible (album) [الإنجليزية]‏ (2007)
- جائزة جاك ريتشاردسون لمنتج السنة [الإنجليزية]‏ (2007)
- جائزة جاك ريتشاردسون لمنتج السنة [الإنجليزية]‏ (2006)
- Latin Grammy Award for Best Male Pop Vocal Album [الإنجليزية]‏، عن عمل: Amore (Andrea Bocelli album) [الإنجليزية]‏ (2006)
- جائزة جاك ريتشاردسون لمنتج السنة [الإنجليزية]‏ (2005)
- جائزة الإيمي برايم تايم للموسيقى والكلمات الأصيلة المبهرة [الإنجليزية]‏ (2003)
- جائزة جاك ريتشاردسون لمنتج السنة [الإنجليزية]‏ (1999)
- جائزة الأوسكار لأفضل أغنية أصلية، عن عمل: The Prayer (Celine Dion and Andrea Bocelli song) [الإنجليزية]‏ (1998)
- جائزة جاك ريتشاردسون لمنتج السنة [الإنجليزية]‏ (1997)
- جائزة الإيمي برايم تايم للموسيقى والكلمات الأصيلة المبهرة [الإنجليزية]‏ (1997)
- جائزة جاك ريتشاردسون لمنتج السنة [الإنجليزية]‏ (1996)
- Grammy Award for Producer of the Year, Non-Classical [الإنجليزية]‏ (1996)
- جائزة جرامي لأفضل ترتيب وآلات وغناء [الإنجليزية]‏ (1996)
- جائزة غرامي لألبوم السنة، عن عمل: Falling into You [الإنجليزية]‏ (1996)
- جائزة جاك ريتشاردسون لمنتج السنة [الإنجليزية]‏ (1995)
- Grammy Award for Producer of the Year, Non-Classical [الإنجليزية]‏ (1994)
- جائزة جرامي لأفضل ترتيب وآلات وغناء [الإنجليزية]‏ (1993)
- Grammy Award for Producer of the Year, Non-Classical [الإنجليزية]‏ (1993)
- جائزة غرامي لتسجيل العام (1993)
- جائزة الأوسكار لأفضل أغنية أصلية، عن عمل: ليس لدي أي شيء (أغنية) (1992)
- جائزة جونو لأفضل ألبوم موسيقي في السنة [الإنجليزية]‏ (1992)
- جائزة جاك ريتشاردسون لمنتج السنة [الإنجليزية]‏ (1991)
- جائزة غرامي لتسجيل العام (1991)
- Grammy Award for Producer of the Year, Non-Classical [الإنجليزية]‏ (1991)
- جائزة غرامي لألبوم السنة، عن عمل: Unforgettable... with Love [الإنجليزية]‏ (1991)
- جائزة جونو لأفضل ألبوم موسيقي في السنة [الإنجليزية]‏ (1989)
- جائزة جونو لأفضل كاتب موسيقي في السنة [الإنجليزية]‏ (1989)
- جائزة جاك ريتشاردسون لمنتج السنة [الإنجليزية]‏ (1989)
- جائزة غولدن غلوب لأفضل أغنية أصلية، عن عمل: The Secret of My Success (song) [الإنجليزية]‏ (1987)
- جائزة جونو لأفضل كاتب موسيقي في السنة [الإنجليزية]‏ (1987)
- جائزة جونو لأفضل ألبوم موسيقي في السنة [الإنجليزية]‏ (1987)
- Grammy Award for Best Pop Instrumental Performance [الإنجليزية]‏، عن عمل: David Foster (album) [الإنجليزية]‏ (1986)
- جائزة جرامي لأفضل ترتيب وآلات وغناء [الإنجليزية]‏، عن عمل: Somewhere (song) [الإنجليزية]‏ (1986)
- جائزة جونو لأفضل كاتب موسيقي في السنة [الإنجليزية]‏ (1986)
- جائزة جونو لأفضل ألبوم موسيقي في السنة [الإنجليزية]‏ (1986)
- جائزة غولدن غلوب لأفضل أغنية أصلية، عن عمل: Glory of Love (Peter Cetera song) [الإنجليزية]‏ (1986)
- جائزة جاك ريتشاردسون لمنتج السنة [الإنجليزية]‏، عن عمل: St. Elmo's Fire (film) [الإنجليزية]‏ (1986)
- جائزة الأوسكار لأفضل أغنية أصلية، عن عمل: Glory of Love (Peter Cetera song) [الإنجليزية]‏ (1986)
- جائزة جاك ريتشاردسون لمنتج السنة [الإنجليزية]‏، عن عمل: Chicago 17 [الإنجليزية]‏ (1985)
- جائزة جونو لأفضل كاتب موسيقي في السنة [الإنجليزية]‏ (1985)
- جائزة غرامي لأفضل أغنية R&B، عن عمل: Through the Fire (song) [الإنجليزية]‏ (1985)
- Grammy Award for Best Pop Instrumental Performance [الإنجليزية]‏ (1985)
- جائزة جرامي لأفضل ترتيب وآلات وغناء [الإنجليزية]‏ (1984)
- Grammy Award for Producer of the Year, Non-Classical [الإنجليزية]‏ (1984)
- Grammy Award for Best Musical Theater Album [الإنجليزية]‏، عن عمل: Dreamgirls [الإنجليزية]‏ (1982)
- جائزة غرامي لأفضل أغنية R&B، عن عمل: After the Love Has Gone [الإنجليزية]‏ (1979)
- جائزة غرامي لأغنية العام، عن عمل: After the Love Has Gone [الإنجليزية]‏ (1979).

## وصلات خارجية
- دايفيد فوستر على موقع IMDb (الإنجليزية)
- دايفيد فوستر على موقع ميوزك برينز (الإنجليزية)
- دايفيد فوستر على موقع قاعدة بيانات برودواي على الإنترنت (الإنجليزية)
- دايفيد فوستر على موقع إن إن دي بي (الإنجليزية)
- دايفيد فوستر على موقع أول ميوزيك (الإنجليزية)
- دايفيد فوستر على موقع ديسكوغز (الإنجليزية)
- دايفيد فوستر على موقع قاعدة بيانات الفيلم (الإنجليزية)